# 男性と女性 (1919年の映画)

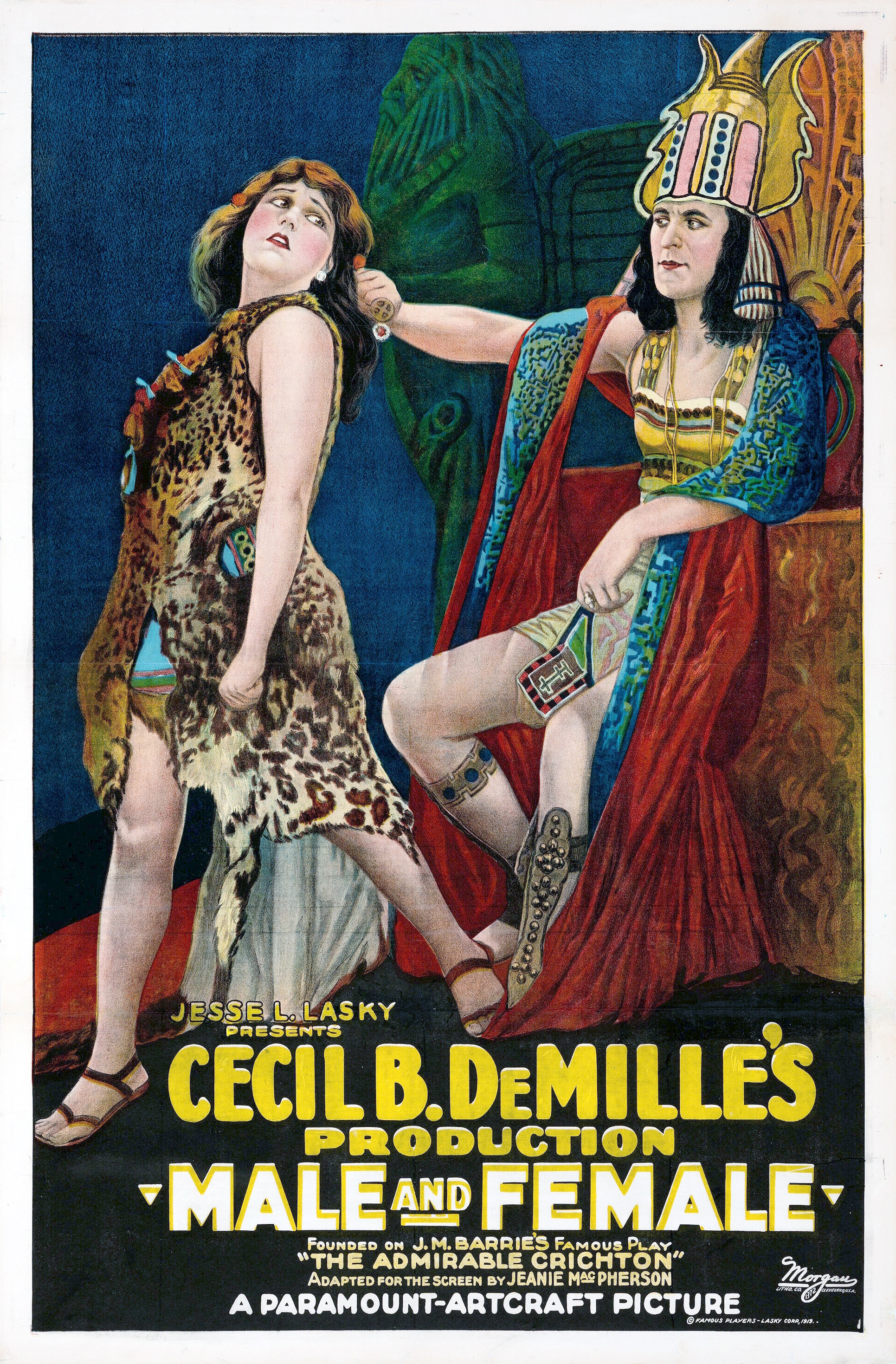
ポスター

『男性と女性』（だんせいとじょせい、Male and Female）は、 1919年のアメリカのサイレント 冒険ドラマで、セシル・B・デミル監督、グロリア・スワンソンとトーマス・メイガン主演である。 
主なテーマは男女関係と社会階級である。
この映画は、1902年のジェームズ・バリーの戯曲『あっぱれクライトン』からの脚色であり、同じ原作から前年の1918年にもイギリスで『The Admirable Crichton』としても映画化されている。

## キャスト
- 執事クライトン - ラセンビー家の執事 : トーマス・メイガン
- メアリー・ラセンビー嬢 - ローム卿の長女 : グロリア・スワンソン
- ローム・ラセンビー卿 - イギリス貴族 : セオドア・ロバーツ
- アーネスト・「アーニー」・ウォリー卿 - ローム卿の甥 : レイモンド・ハットン
- アガサ・「アギー」・ラセンビー嬢 - ローム卿の次女 : ミルドレッド・リアドン
- ブロッケルハースト卿 - メアリーの婚約者 : ロバート・ケイン
- トゥイニー - ラセンビー家の台所の女中 : ライラ・リー
- スーザン - ラセンビー家の2番目の女中 : ジュリア・フェイ
- 国王の寵姫 : ベベ・ダニエルズ
- アイリーン・ダンクレイギー嬢 - メアリーの親友の貴族の令嬢 : ライ・ダービー
- トレハーン : エドマンド・バーンズ
- マクガイア - アイリーン夫人の運転手 : ヘンリー・ウッドワード

## スタッフ
- 監督 : セシル・B・デミル
- 原作 : ジェームズ・バリー　『あっぱれクライトン』
- 脚本 : ジャニー・マクファーソン

## 評価
第一次世界大戦が終わって間もない1919年を一つの転機としてハリウッドの映画産業は世界最大のエンタテインメント・センターとなり、セシル・B・デミルはその最先端を行く代表的な監督となった。この「男性と女性」は、その趣味とマナーにおいて第一次世界大戦後の変革を逸早く取り入れて大きく発達していく先駆的な役割を果たしたと言われている。